# Du hast
Du hast je píseň od Rammstein na jejich druhém albu Sehnsucht.
Název znamená „ty máš“, což je pomocné sloveso německého minulého času „du hast mich gefragt“ – v češtině „ty ses mě zeptala“. Na CD vydaných ve Velké Británii se objevuje i bonus – „Du hast“ v angličtině pojmenovaný „you hate“, což je narážka na to, že „du hast“ je homofonní, tedy zní stejně jako „du hasst“ (ty nenávidíš).
Píseň má podobu k německému svatebnímu slibu, ale tradiční odpověď „ano“ je nahrazena zpěvákovým „ne“.
Píseň si získala popularitu tím, že byla použita jako soundtrack ke známému filmu Matrix. Má své místo na kompilaci Made in Germany 1995-2011.
V roce 2023 vytvořila francouzská skupina Skáld stejnojmennou coververzi této písně.